# عثمانية (أثاث)

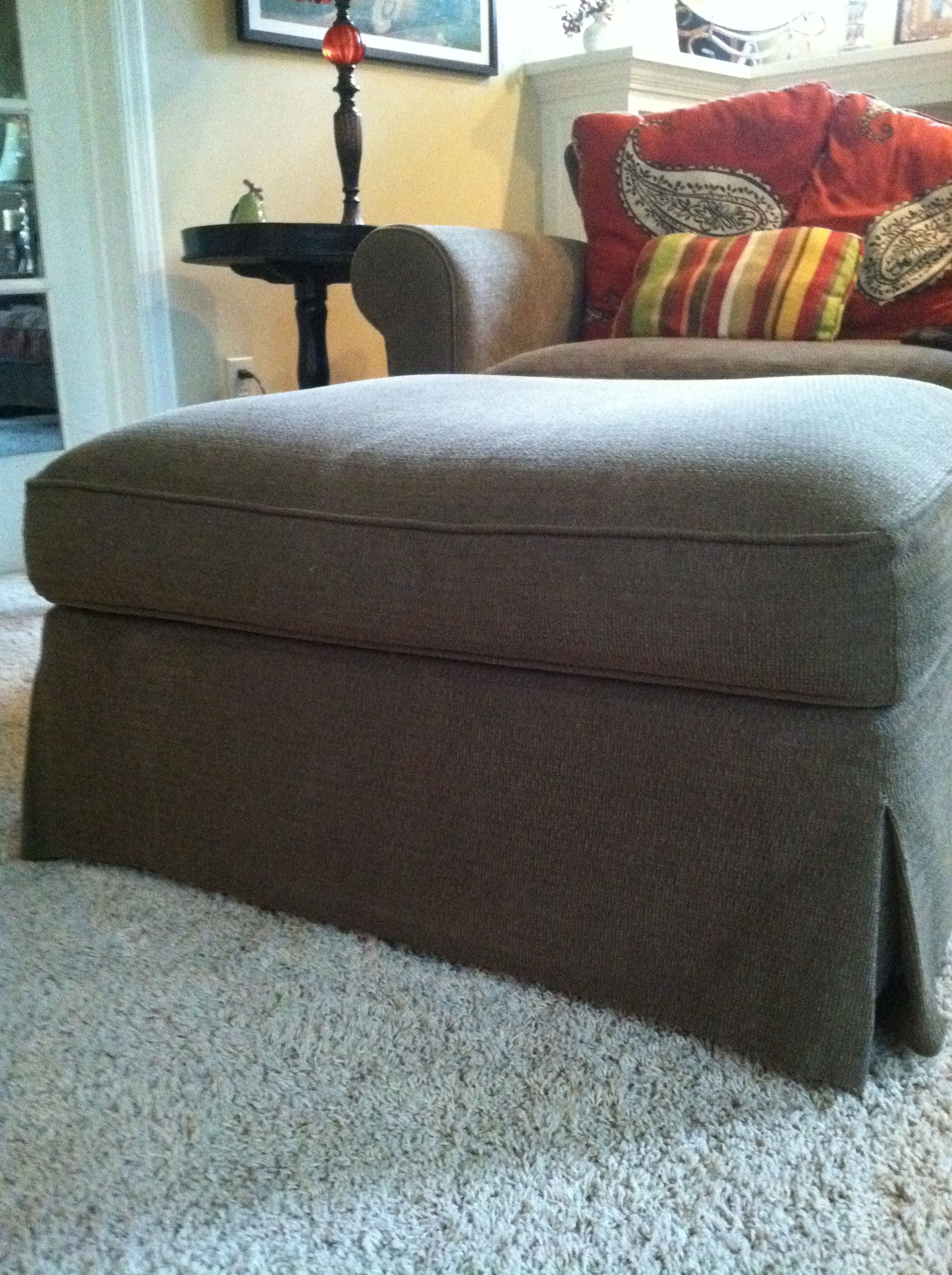
عثمانية في غرفة المعيشة.

العُثمانيّة هي قطعة أثاث. عموماً العثمانية ليس لديها ظهر ولا ذراعين. قد تكون أريكة منخفضة منجدة أو مقعداً مبطناً أصغر حجماً يستخدم طاولةً أو مقعدة أو مسند قدم. قد يحتوي المقعد على مفصلات ويشكل غطاءً للجوف الداخلي، والذي يمكن استخدامه لتخزين الكتان أو المجلات أو الأشياء الأخرى. عادةً ما يوضع الإصدار الأصغر بالقرب من كرسي ذو ذراعين أو أريكة جزءً من زينة غرفة المعيشة أو يمكن استخدامه مقعدًا بجانب المدفأة. غالباً ما تُباع مساند القدم العثمانية كأثاث منسق مع الكراسي ذات الذراعين أو الأرائك. لهذه القطعة من الأثاث أسماء أخرى وهي: المَجْثَى ومقعدة القدم.

## روابط خارجية
- Aronson، Joseph (1965). Encyclopedia of Furniture. New York, Crown Publishers.
- "Ottoman". EtymologyOnLine. مؤرشف من الأصل في 2023-10-30.